# Sorubim
Genre
Les Sorubim sont un genre de poissons siluriformes d'eau douce de la famille des pimelodidés, natifs d'Amérique du Sud.

## Espèces
- Sorubim cuspicaudus Littmann, Burr & Nass, 2000
- Sorubim elongatus Littmann, Burr, Schmidt & Isern, 2001
- Sorubim lima (Bloch & Schneider, 1801)
- Sorubim maniradii Littmann, Burr & Buitrago-Suarez, 2001
- Sorubim trigonocephalus Miranda-Ribeiro, 1920